# ヴィクトル・アルクスニス

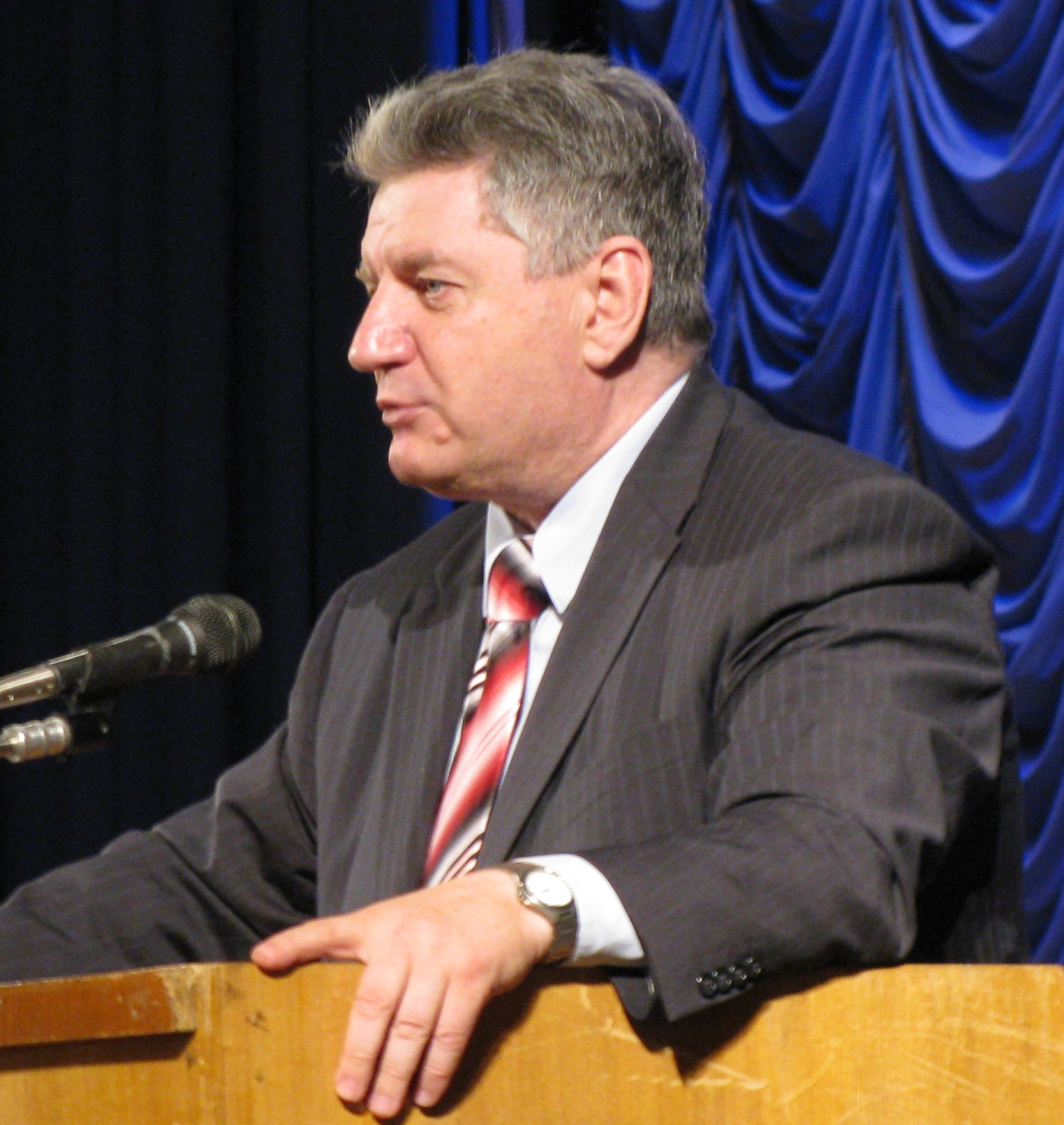
ヴィクトル・アルクスニス

ヴィクトル・アルクスニス（Viktor Alksnis、ロシア語: Виктор Имантович Алкснис、ヴィクトル・イマントヴィチ・アルクスニス、1950年6月21日 - 2025年1月1日）は、ソビエト連邦の軍人、政治家。ソ連空軍大佐。ラトビア系ロシア人。
ソビエト連邦末期、ゴルバチョフとペレストロイカを保守派の立場から強烈に批判し、「黒い大佐」とあだ名された。
ソビエト連邦の崩壊後は、1999年からロシア連邦議会下院国家会議議員に当選。祖国（ロージナ）会派に所属した。

## 経歴・概要

### 家系
ケメロヴォ州タシュタゴール生まれ。祖父ヤーコフ・アルクスニスは、1930年代のソ連空軍の将軍であり、最高会議代議員も勤めた人物である。ヤーコフ・アルクスニスは、大粛清（大テロル）ではミハイル・トハチェフスキー元帥に死刑判決をした秘密軍法会議のメンバーであったが、自身も1938年7月29日逮捕され銃殺されている。ヤーコフ・アルクスニスの未亡人もラーゲリ（強制収容所）で18年間を過ごすこととなる。アルクスニスの父、イワンはこのため「人民の敵」の子として当局によって識別された。ヤーコフ・アルクスニスの名誉回復がなされたのは1957年である。

### 黒い大佐
1973年祖父の名を冠するヤーコフ・アルクスニス名称（記念）リガ陸軍航空上級工学学校を卒業する。専門は通信分野で、ソ連空軍の技術将校として大佐まで累進する。
1989年ソ連人民代議員にラトビア共和国のリガから立候補し当選する。アルクスニス当選の原動力となったのはラトビア共和国内のロシア系住民を中心とする独立反対派であった。1990年にはラトビア最高会議代議員にも選出された。
アルクスニスは保守派の論客として頭角を現し、1990年にはソ連人民代議員大会の院内会派として「ソユーズ」（Союз、「連邦」「同盟」の意）を組織し指導者の一人となる。アルクスニスは「ソユーズ」を通じて、連邦の維持やバルト三国のロシア人権益保護を主張する一方で、内戦の不可避とソ連軍による権力掌握の可能性をほのめかした。1990年2月の時点で「ソユーズ」は軍人代議員を中心に561名の代議員を擁し、これに別の保守系会派「共産主義者」730名をあわせると人民代議員大会における保守派の勢力はゴルバチョフを中心とする中間派や改革派にとって脅威となった。アルクスニスらの蠢動もあり、保守派から攻撃される形でワジム・バカーチンソ連内相、ついでエドゥアルド・シェワルナゼ外相は辞任を余儀なくされた。1990年12月には「国家救済委員会」を組織し、ゴルバチョフ大統領に対してソ連全土に対して非常事態宣言を布告し、全政党の活動停止や独立を求める連邦構成共和国に対する実力行使などを要求するまでに至った。アルクスニスは後年、自身のブログで当時、自らの背後には内務省（MVD）の特殊部隊「OMON」があり、リトアニアにおけるOMONによる武力弾圧 Soviet OMON assaults on Lithuanian border postsに対しても関与をほのめかしている。

### ソ連崩壊後
アルクスニスは、「ソユーズ」のスポークスマンとして人民代議員大会での議論でその名を馳せたが、ゴルバチョフが政策決定の場を議会から大統領府、安全保障会議に移したことにより、アルクスニスの派手な言動も次第に意味を成さなくなっていった。また、保守派の中核が後のソ連8月クーデターの中心である国家非常事態委員会のメンバーや黒幕とされたアナトリー・ルキヤノフソ連最高会議議長にシフトしていったこともこのような事態に拍車をかけた。ゴルバチョフは1991年に再びエリツィンら改革派に左傾化するようになり、8月保守派はクーデターを起こすが失敗し、結局、ソ連は崩壊した。
1992年国家救済戦線を結成し、副議長に就任。なお、この年にアルクスニスは発祥地であるラトビアからペルソナ・ノン・グラータに指定された。2005年にはロシア・ウクライナ間の国境問題についてクリミア半島での活動を強行したことから、ウクライナ政府により同様の措置を取られた。
1999年国家会議選挙に立候補し当選。

### フリーソフトウェア財団
アルクスニスは、ロシア国内でLinuxのようなフリーソフトの使用促進を主張している。オペレーティング・システム開発に当たっては、ReactOS（リーアクト・オーエス）プロジェクト・コーディネータのアレクセイ・ブラーギンと知り合い、共同で事業に当たっている。また、2008年にフリーソフトウェア財団の創設者リチャード・ストールマンをモスクワに招聘した。

### 逝去
アルクスニスは2019年に癌と診断されて数回の手術を受けた。2024年12月30日に出血性脳卒中となり病院で昏睡状態となった後、3日後に死去した。2025年1月1日に実娘で政治アナリストのイリーナ・アルクニクスより「父が亡くなった」ことが報告された。74歳没。